# الیکایی صخره‌ای سان بندیکتو
الیکایی صخره‌ای سان بندیکتو (نام علمی: Salpinctes obsoletus exsul) نام یک زیرگونه از گونه الیکایی صخره است.